# Élection présidentielle sud-ossète de 2022
L'élection présidentielle sud-ossète de 2022 se tient les 10 avril et 8 mai 2022 afin d'élire le président de l'Ossétie du Sud-Alanie. 
Candidat à sa réélection, le président sortant Anatoli Bibilov arrive deuxième au premier tour derrière Alan Gagloïev, qui reçoit le soutien du reste des candidats éliminés et l'emporte au second tour, provoquant une alternance.

## Contexte
L'Ossétie du Sud-Alanie est une république située dans le Caucase qui a fait unilatéralement sécession de la Géorgie en 1992. Son indépendance n'est pas reconnue par la Géorgie ni par l'Organisation des Nations unies. Elle est reconnue par la Russie depuis 2008, ainsi que par le Nicaragua, le Venezuela et Nauru.
Un conflit armé entre la Géorgie et la Russie concernant l'Ossétie du Sud a lieu en août 2008. Une médiation de l'Union européenne permet d'obtenir un cessez-le-feu, marquant la perte de contrôle de la Géorgie sur ce territoire séparatiste.
L'élection présidentielle d'avril 2017 voit la victoire dès le premier tour d'Anatoli Bibilov sur le président sortant Leonid Tibilov. Ce dernier est à l'origine d'un référendum organisé le même jour que la présidentielle, qui voit la population approuver à une large majorité la proposition de modification du nom du pays en Ossétie du Sud-Alanie, afin de le rapprocher de celui de l'Ossétie du Nord-Alanie, une république membre de la fédération de Russie, située de l'autre côté de la frontière. Leonid Tibilov a par le passé soutenu le projet de réunification des deux Osséties, pourtant non soutenu par Moscou, mais sans finalement franchir le pas. Anatoli Bibilov l'emporte à l'issue d'une campagne au cours de laquelle il se positionne en faveur d'une réunification au sein de la Russie le plus tôt possible. Celle-ci n'intervient cependant pas au cours de son quinquennat.

## Système électoral
Le président de l'Ossétie du Sud-Alanie est élu au scrutin uninominal majoritaire à deux tours pour un mandat de 5 ans renouvelable une fois. Est élu le candidat qui recueille la majorité absolue des votes valides au premier tour. À défaut, les deux candidats arrivés en tête au premier tour s'affrontent lors d'un second tour, et celui recueillant le plus de voix est déclaré élu. Pour être reconnu valide, le second tour doit réunir un taux de participation d'au moins 30 % des inscrits.
L'article 48 de la constitution sud-ossète dispose que, pour être candidat, une personne doit être citoyen ossète, avoir au moins 35 ans, avoir le droit de vote, parler les langues nationales et résider sur le territoire sud-ossète depuis au moins 10 ans.

## Résultats
| Candidats                 | Candidats                 | Partis                    | Premier tour | Premier tour | Second tour | Second tour |
| Candidats                 | Candidats                 | Partis                    | Voix         | %            | Voix        | %           |
| ------------------------- | ------------------------- | ------------------------- | ------------ | ------------ | ----------- | ----------- |
|                           | Alan Gagloïev             | Nykhaz                    | 10 707       | 38,55        | 16 134      | 56,08       |
|                           | Anatoli Bibilov           | Ossétie unie              | 9 706        | 34,95        | 11 767      | 40,90       |
|                           | Aleksandr Pliev           | Parti du peuple           | 3 434        | 12,37        |             |             |
|                           | Garry Mouldarov           | Indépendant               | 2 592        | 9,33         |             |             |
|                           | Dmitri Tasoïev            | Indépendant               | 822          | 2,96         |             |             |
|                           | « Aucun de ces choix »    | « Aucun de ces choix »    | 510          | 1,84         | 867         | 3,01        |
|                           |                           |                           |              |              |             |             |
| Votes valides             | Votes valides             | Votes valides             | 27 771       | 95,57        | 28 768      | 97,77       |
| Votes blancs ou invalides | Votes blancs ou invalides | Votes blancs ou invalides | 1 286        | 4,43         | 655         | 2,23        |
| Total                     | Total                     | Total                     | 29 057       | 100          | 29 423      | 100         |
| Abstention                | Abstention                | Abstention                | 10 225       | 26,03        | 9 799       | 24,98       |
| Inscrits / Participation  | Inscrits / Participation  | Inscrits / Participation  | 39 282       | 73,97        | 39 222      | 75,02       |

## Analyse
Le premier tour organisé le dimanche 10 avril voit le président sortant Anatoli Bibilov arriver deuxième derrière Alan Gagloïev, qui reçoit le soutien des trois autres candidats d'opposition en vue du second tour,,,.
La commission électorale fixe initialement le second tour à la date du jeudi 28 avril, et sollicite le président afin qu'il déclare ce jour ouvrable férié. Le 23 avril, cependant, après l'examen de recours de plusieurs citoyens, la Cour suprême sud-ossète juge inconstitutionnelle cette décision, l'article 10 de la constitution imposant que le scrutin soit organisé un dimanche. La cour ordonne à la commission de fixer une nouvelle date, ce que cette dernière fait deux jours plus tard en fixant le second tour au dimanche 8 mai,,.
Alan Gagloïev remporte le second tour avec une large majorité d'un peu plus de 54 % des voix. Anatoli Bibilov reconnait sa défaite quelques jours après le scrutin. Malgré l'alternance à la tête de l’État, un changement de politique vis-à-vis du voisin russe est jugé peu probable. Ayant fait campagne pour la modernisation du pays et l'obtention d'une reconnaissance internationale et souhaite temporiser la question d'une éventuelle intégration à la Russie, Alan Gagloïev est cependant perçu comme moins inféodé à la Russie que le président sortant, ce dernier ayant appelé à convoquer un référendum sur le rattachement à la Russie, jugeant que l'Ossétie du Sud « n'a pas besoin de son indépendance »,.
Le 13 mai, Bibilov annonce après sa défaite la tenue d'un référendum sur le rattachement à la Russie pour le 17 juillet. L'investiture de Gagloïev intervient le 24 mai. Il suspend six jours plus tard la tenue du référendum,.